# Lärdomsskola
En lärdomsskola var en katedralskola eller domskola under medeltiden och reformationstiden, senare allmänna läroverk och gymnasier, alla med utbildning som förberedelse för högre studier vid akademier och universitet. 
Sveriges första skolordning, som ingick som en del i 1571 års kyrkoordning, reglerade i viss mån denna skolform. Kristendomskunskap och latin var centrala ämnen. I 1611 års skolordning breddades undervisningen och här stipulerades att två typer av statliga skolor skulle finnas; provinsskolor med fyra klasser samt i stiftsstäderna katedralskolor, med sex klasser. Tanken var att eleverna skulle gå två år i varje klass (andra året var ett repetitionsår), vilket innebar att katedralskolan kom att omfatta 12 år.
1649 års skolordning stipulerade trivialskolor (vars lägre nivåer kallades barnskolor)  och gymnasier. Trivialskolan skulle ha fyra klasser plus två påbyggnadsklasser, där en så kallad apologistklass ingick, en mera praktiskt inriktad undervisning avsedd främst för mera handelsinriktade yrken. I skolordningen 1820 samlade man all denna undervisning under namnet elementarläroverk, och skilde samtidigt ut den praktiska apologistundervisningen från den akademiförberedande lärdomsskolan. Den senare delades upp i lägre, högre samt högsta lärdomsskolan (den senare även kallad gymnasium). Eleverna vid en lärdomsskola kallades djäknar.
När den obligatoriska folkskolan infördes i Sverige, 1842, fanns nioåriga lärdomsskolor som man sökte till från folkskolans tredje klass. Alltför många fullföljde inte denna skolgång, vilket gjorde att riksdagen 1904 istället införde en sexårig realskola samt ett fyraårigt gymnasium. Till gymnasiet sökte eleverna oftast från realskolans femte årskurs. Slutexamen från gymnasiet anordnades första gången 1864, en examen som 1878 fick beteckningen mogenhetsexamen och 1905 studentexamen.
Lärdomsskolorna var öppna endast för pojkar. Inte förrän 1927 öppnades läroverken på lika villkor även för flickor. Dock hade sedan 1800-talets början särskilda flickskolor erbjudit en liknande undervisning.